# Термонфекін
Термонфекін (англ. Termonfeckin) — місто та побутовий округ в графстві Лаут, Ірландія. Розташований на заході від Дрогеди на шосе R166. За даними перепису 2016 року, населення становило 1479 осіб.

## Історія
Існування Термонфекіна відоме з 7 століття, коли тут була заснована монастирська обитель. Згідно з легендою, місцевість була дарована святому Фекіну, який заснував церкву і монастир на цьому місці. У середньовіччі Термонфекін був відомий як центр виробництва гірчиці.

## Географія
Термонфекін розташований на південному заході графства Лаут на відстані близько 6 км на захід від Дрогеди на шосе R166.

## Культура
Термонфекін відомий своїми археологічними пам'ятками, зокрема місцевим монастирем та давніми церковними будівлями. У місті також є гольф-клуб та різноманітні кафе та ресторани.

## Транспорт
Термонфекін зв'язаний з Дрогедою та іншими містами та селами Лаута автобусними маршрутами. Найближчі залізничні станції розташовані у Дрогеді та Дандолк.

## Освіта
Термонфекін має декілька шкіл, включаючи наступні:
- Святого Олівера Нешама Нешенал Скул
- Термонфекінська національна школа
- Двомовна національна школа Молворт

## Спорт
У місті діє Термонфекін Гольф Клуб, заснований у 1896 році. Клуб має поле для гольфу з 18 лунками та іншими відповідними зручностями для гравців.

## Відомі люди
Декілька відомих осіб народилися або проживали в Термонфекіні, включаючи наступних:
- Еванна Лінч, акторка
- Шеймус Гілл (народився 1947), актор
- Томас Данн (народився 1997), професійний футболіст